# Anabate à tête noire
Philydor atricapillus
Espèce
Statut de conservation UICN

 LC  : Préoccupation mineure
L'Anabate à tête noire (Philydor atricapillus) est une espèce de passereaux de la famille des Furnariidae.

## Répartition
Cet oiseau peuple la forêt atlantique.